# Мария Оряшкова
Мария Гергинова Оряшкова е българска състезателка по самбо, джудо, сумо и борба.
Тя е десеткратна европейска и шесткратна световна шампионка по спортно самбо. В спортната си кариера е европейска шампионка по сумо и 15 пъти републиканска шампионка в различни възрастови групи по джудо.

## Биография
Родена е в град Пирдоп. Когато е на 10 години, тя и майка ѝ се местят в село Бъта, община Панагюрище, след като родителите ѝ се разделят. Ранните ѝ години преминават в Панагюрище, където започва спортната ѝ кариера, благодарение на откривателя ѝ – световния шампион по самбо Иван Нетов. Той е нейният треньор години наред, с него постига много от престижните си резултати.
2015 г. претърпява успешна операция на скъсани коленни връзки.
2022 г. придобива научна степен „доктор“ в направление 7.6 – Спорт по научната специалност „Теория и методология на спортната наука“ към Националната спортна академия „Васил Левски“.
През 2023 г. участва в сезон 5 на „Игри на волята“, риалити предаване на Нова телевизия, базирано на колумбийския формат Desafio, където завършва на 10-о място.

## Спортна кариера
През 2019 г. Мария Оряшкова влиза в историята на Европейските игри като единствения спортист, участващ в два спорта – борба и самбо.
През 2019 и 2020 г. печели „Златен пояс“ съответно в категорията „Ярка победа“ и „Най-добър спортист – жени“ на Българската федерация по самбо на III и IV Годишни награди „Златен пояс“, учредени от Националната асоциация на бойните спортове в България.
През 2020 г. е под № 4 в класацията „Спортист на годината на България“. Отличена е като „Спортист на годината“ на община Панагюрище
Мария Оряшкова е избрана за член на Изпълнителния комитет на Международната федерация по самбо с най-много гласове на конгрес на Международната централа, провел се в Ташкент (Узбекистан) през 2021 г. Същата година получава награда на община Панагюрище за изключителен принос за популяризирането на спорта
През 2023 г. Оряшкова обявява оттеглянето си от професионална спортна дейност при отпадането си от „Игри на волята“.

### Джудо[17]
| Шампионат                                              | 2004               | 2005               | 2006               | 2007               | 2008               | 2009               | 2010               | 2011               | 2012               | 2013               | 2014               | 2015               | 2016               | 2017               | 2018               | 2019               | 2020               | 2021               | 2022               |
| Шампионат                                              | категория до 80 кг | категория до 80 кг | категория до 80 кг | категория до 80 кг | категория до 80 кг | категория до 80 кг | категория до 80 кг | категория до 80 кг | категория до 80 кг | категория до 80 кг | категория до 80 кг | категория до 80 кг | категория до 80 кг | категория до 80 кг | категория до 80 кг | категория до 80 кг | категория до 80 кг | категория до 80 кг | категория до 80 кг |
| ------------------------------------------------------ | ------------------ | ------------------ | ------------------ | ------------------ | ------------------ | ------------------ | ------------------ | ------------------ | ------------------ | ------------------ | ------------------ | ------------------ | ------------------ | ------------------ | ------------------ | ------------------ | ------------------ | ------------------ | ------------------ |
| Републикански шампионат на България по джудо за кадети | 1.                 |                    |                    |                    |                    |                    |                    |                    |                    |                    |                    |                    |                    |                    |                    |                    |                    |                    |                    |
| Републикански шампионат на България по джудо за юноши  | 1.                 | 1.                 |                    | 1.                 |                    |                    |                    |                    |                    |                    |                    |                    |                    |                    |                    |                    |                    |                    |                    |
| Републикански шампионат на България по джудо за жени   | 3.                 | 1.                 |                    | 1.                 |                    | 3.                 | 3.                 | 1.                 | 1.                 |                    | 1.                 | 1.                 |                    | 1.                 | 1.                 | 1.                 | 1.                 |                    | 1.                 |

Участие на международна сцена:
- Европейски шампионат за кадети до 17-годишна възраст (Ротердам, 2004 г.) – VII място
- Европейски шампионат за кадети до 20-годишна възраст (София, 2004 г.) – VII място
- Световно първенство – III място (Прага, 2005 г.)
- Континентален шампионат за младежи – Европейско първенство до 20 години – II място, кат. 78 кг (Загреб, 2005 г.)[18]
- Световна купа (София, 2006 г.) – VII място
- Световна купа (София, 2007 г.) – VII място
- Европейска купа за младежи – II място (Берлин, 2006), II място (Пакш, 2007)
- Международни турнири:
  - I място на Балканския шампионат (София, 2015)[19]
  - III място на Международен Bosporus Турнир (Истанбул, 2007)
  - II място на B-Tournament Istanbul (Истанбул, 2006)
  - III място на B-Tournament Istanbul (Истанбул, 2005)

### Самбо
Оряшкова е шесткратен световен шампион по самбо и най-титулуваната спортистка в световното самбо:
| Шампионат                     | 2006 г.            | 2007               | 2008               | 2009               | 2010               | 2011               | 2012               | 2013               | 2014               | 2015               | 2016               | 2017               | 2018               | 2019               | 2020               | 2021               |
| Шампионат                     | категория до 80 кг | категория до 80 кг | категория до 80 кг | категория до 80 кг | категория до 80 кг | категория до 80 кг | категория до 80 кг | категория до 80 кг | категория до 80 кг | категория до 80 кг | категория до 80 кг | категория до 80 кг | категория до 80 кг | категория до 80 кг | категория до 80 кг | категория до 80 кг |
| ----------------------------- | ------------------ | ------------------ | ------------------ | ------------------ | ------------------ | ------------------ | ------------------ | ------------------ | ------------------ | ------------------ | ------------------ | ------------------ | ------------------ | ------------------ | ------------------ | ------------------ |
| Световен шампионат по самбо   | 1.                 | 2.                 | 1.                 | 1.                 | 3.                 | 3.                 | 5.                 | 2.                 | 2.                 | 2.                 | 1.                 | 3.                 | 2.                 | 1.                 | 1.                 | 3.                 |
| Европейски шампионат по самбо | 1.                 | 1.                 | 1.                 | 1.                 | 1.                 | 1.                 | 1.                 | —                  | 2.                 | 1.                 | —                  | 1.                 | 1.                 |                    |                    |                    |
| Европейски игри               |                    |                    |                    |                    |                    |                    |                    |                    |                    |                    |                    |                    |                    | 1.                 |                    |                    |

#### Плажно самбо
2021 г. – шампион в категория над 72 кг на дебютното Световно първенство по плажно самбо, Ларнака, Кипър

### Сумо
| Шампионат                     | 2014               | 2015               | 2016               | 2017               | 2018               | 2019               |
| Шампионат                     | категория до 80 кг | категория до 80 кг | категория до 80 кг | категория до 80 кг | категория до 80 кг | категория до 80 кг |
| ----------------------------- | ------------------ | ------------------ | ------------------ | ------------------ | ------------------ | ------------------ |
| Световно първенство по сумо   | 2.                 | 2.                 |                    | няма               | 2.                 | 3.                 |
| Европейско първенство по сумо |                    | 1.                 |                    | 3.                 |                    | 3.                 |

Световни първенства (категория до 80 кг):
- III място (Япония, 2019)[26]
- II място (Таоюан, Тайван, 2018)
- II място (Осака, 2015)[27]
- II място (Тайван, 2014)[28]

Европейски първенства по сумо (категория до 80 кг):
- III място (Талин, 2019)[29]
- III място (Тбилиси, 2017)[30]
- I място в категория 80 кг и шампионка в абсолютната категория (Щип, Македония, 2015 г.)[31]

### Борба
Мечтата на Оряшкова за участие на олимпиада е причина да започне нова за нея дисциплина – борбата (самбото не е олимпийски спорт до 2024 г.). От 2019 г. се състезава в СКБ „Юнак – Локомотив“ – Русе. Тренира три години борба за Олимпиадата в Токио 2020, но не успява да спечели квота. 2021 г. е част от националния отбор на България по борба.
Републикански първенства на България по борба:
- 2018 г. (Ловеч) – шампион в кат. 76 кг и отборна титла за нейния отбор СКБ „Юнак – Локомотив“ – Русе[35]
- 2019 г. (Враца) – шампион на Държавното отборно първенство по свободна борба, а нейния отбор СКБ „Юнак – Локомотив“ – Русе е отборен шампион при жените[36]
- 2020 г. (София) – шампион в категория до 76 кг[37] и отборна титла за отбора ѝ СКБ „Юнак Локомотив“ - Русе[38]
- 2021 г. (Ловеч) – шампион в категория до 76 кг[39], а нейния отбор СКБ „Юнак Локомотив“ - Русе става отборен шампион при жените на държавното първенство[40]
- 2022 г. (София) – шампион в категория до 76 кг и приз за „най-технична състезателка“[41]

Международни изяви (в таблицата са посочени само индивидуалните постижения):
| Първенство/турнир                                        | 2018 | 2018 | 2018 | 2018 | 2018 | 2018 | 2019 | 2020 | 2021 | 2022 |
| -------------------------------------------------------- | ---- | ---- | ---- | ---- | ---- | ---- | ---- | ---- | ---- | ---- |
| Европейско първенство по неолимпийски стилове            | 1.   | 1.   | 1.   | 1.   | 2.   | 2.   |      |      |      |      |
| Турнир по борба в Румъния                                |      |      |      |      |      |      | 1.   |      |      |      |
| Турнир по борба „Яшар Догу“ – Истанбул                   |      |      |      |      |      |      |      | 2.   |      |      |
| Международен турнир по борба „Дан Колов – Никола Петров“ |      |      |      |      |      |      |      |      | 2.   | 1.   |
| Олимпийски квалификации                                  |      |      |      |      |      |      |      |      | 5.   |      |
| Европейско първенство по борба                           |      |      |      |      |      |      |      |      |      | 5.   |
| Турнир по узбекистански народни борби                    |      |      |      |      |      |      |      |      |      | 2.   |

- 2018 г. – 4 златни и 2 сребърни медала (в белт рестлинг: злато и сребро над 70 кг, както и два златни медала в свободен и класически стил; в казах куреш: сребро над 70 кг и злато в абсолютната категория), както и отборно първо място на националния отбор на България (общо 27 медала, от които 9 титли) на Европейското първенство по неолимпийски стилове, Зренянин (Сърбия).[42] По пътя към отличията Оряшкова преодолява и 135-килограмова грузинка и прави общо 20 срещи. Срещите се провеждат в неолимпииските стилове на UWW – Световната федерация по борба.[43]
- 2019 г. – злато в категория 76 кг на Турнира по борба в Румъния, където в отборното класиране шампион е и женският национален отбор на България[44]
- 2020 г. – бронз в категория 76 кг на турнир по борба „Яшар Догу“ в Истанбул, Турция[45]
- 2021 г. – сребро в категория 76 кг. на Международния турнир по борба „Дан Колов – Никола Петров“, Пловдив[46]
- 2021 г. – 5-о място на Олимпийските квалификации в Будапеща[47]
- 2022 г. – злато в категория 76 кг. на Международния турнир по борба „Дан Колов – Никола Петров“, Велико Търново[48]
- 2022 г. – 5-о място в кат. до 76 кг и трето място отборно-жени на Европейското първенство по борба, Унгария.[49][50]
- 2022 г. – бронз в тежка категория над 63 кг на турнир по узбекистански народни борби[51]

#### Плажна борба
- 2021 г. – сребърен медал в кат. над 70 кг на турнир от световните серии по плажна борба в Рим.[52][53]

## Други дейности
Оряшкова тренира деца в клуб „Челопеч“.